# Laakonkivi
Laakonkivi är en ö i Finland. Den ligger i sjön Särkijärvi och i kommunen Urdiala i den ekonomiska regionen  Södra Birkaland och landskapet Birkaland, i den södra delen av landet, 120 km nordväst om huvudstaden Helsingfors. Öns största längd är 40 meter i öst-västlig riktning.